# Jalševec Svibovečki
Jalševec Svibovečki is een plaats in de gemeente Varaždinske Toplice in de Kroatische provincie Varaždin. De plaats telt 364 inwoners (2001).